# Четыре книги об архитектуре
«Четыре книги о архитектуре» (итал. I Quattro Libri dell'Architettura) — труд Андреа Палладио, изданный в 1570 году, крупнейший свод знаний и правил классической архитектуры начала Нового Времени. Наследие Палладио, обработанное европейскими мастерами палладианской архитектуры XVII—XVIII веков, лежит в основе архитектуры классицизма XVIII—XX веков.

## Содержание
«Четыре книги» посвящены каждая своему покровителю из числа высшей итальянской знати, и рассматривают последовательно предметы:
- Первая книга, не имеющая подзаголовка — основы материаловедения, принципы выбора места постройки и соотнесения её с ландшафтом, основы проектирования и соотношения размеров пяти архитектурных ордеров, о проектировании отдельных элементов — фундаментов, окон, лестниц и т. п.
- Вторая книга, «в коей содержатся рисунки многих домов, им построенных в городе и вне его, а также рисунки античных домов греков и латинян» посвящена архитектуре жилища
- Третья книга, «в коей трактуется о дорогах, мостах, площадях, базиликах и ксистах» посвящена инженерному делу и градостроительству
- Четвёртая книга, «в коей изображаются античные храмы», посвящена преимущественно римским храмам — и языческим (Храм Весты, Храм Марса-Мстителя, Храм Нервы Траяна и других), и христианским (Баптистерий Константина).

## Издания
Первое издание «Четырёх книг» было выпущено в 1570 in octavo (21 x 15 см, 319 страниц текста и около 200 страниц-иллюстраций); современные издания, как правило, выпускаются бо́льшим форматом для лучшей разборчивости гравюр. Книга переиздавалась в Италии в 1581, 1601, 1616, 1642. Издание 1642 считается образцовым.
Первый французский перевод был издан в 1650. Перевод, начатый в 1641, был заказан кардиналом Ришельё, не дожившим до выхода французского издания.
Первый английский перевод был издан в 1715 (т. н. «Издание Леони»).
Первое русское издание (1-го тома) было переведено Н. А. Львовым и вышло в печать в 1798 г. Львовым был выполнен перевод 1-й и 2-й книг Палладио (по изданию 1616 г.), чертежи гравировались заново.
Первое полное русское издание было переведено и подготовлено И. В. Жолтовским в 1900-е-1920-е гг. и издано в Москве в 1936 г. (издательство Всесоюзной Академии Архитектуры), репринтное издание - 1989 г., последнее переиздание - 2006 г. Оригинальные гравюры издания 1570 года были дополнены оформлением текста И. Ф. Рерберга.